# Камйонка-Кольонія
Камйонка-Кольонія (пол. Kamionka-Kolonia) — село в Польщі, у гміні Крешів Ніжанського повіту Підкарпатського воєводства.
Населення — 905 осіб (2011).
У 1975-1998 роках село належало до Тарнобжезького воєводства.

## Демографія
Демографічна структура станом на 31 березня 2011 року:
|          | Загалом | Допрацездатний вік | Працездатний вік | Постпрацездатний вік |
| -------- | ------- | ------------------ | ---------------- | -------------------- |
| Чоловіки | 455     | 105                | 311              | 39                   |
| Жінки    | 450     | 83                 | 255              | 112                  |
| Разом    | 905     | 188                | 566              | 151                  |